# Yumi Hara
Yumi Hara (原由実?, Hara Yumi; prefettura di Osaka, 21 gennaio 1985) è una doppiatrice giapponese di anime e videogiochi, affiliata con l'agenzia Arts Vision.
Ha acquisito notorietà, in particolare, interpretando i ruoli di Takane Shijō nella serie The Idolmaster e di Yumi nella serie Senran Kagura.

## Doppiaggio

### Anime
- Infinite Stratos (2011): Kagura Shijūin
- Sket Dance (2011): Sawa Yamauchi
- The Idolmaster (2011): Takane Shijō
- Dusk Maiden of Amnesia (2012): Yūko Kanoe
- Katayoku no Khronos Gear (2012): Ryō Sakamoto
- Log Horizon (2013): Marielle
- Trinity Seven (2014): Lilith Asami
- Bikini Warriors (2015): Kunoichi
- Overlord (2015): Albedo
- Senran Kagura: Estival Versus - Mizugi-darake no zen'yasai (2015): Yumi
- Ore ga ojō-sama gakkō ni "shomin sample" toshite rachirareta ken (2015): Eri Hanae
- Utawarerumono: itsuwari no kamen (2015): Atuy
- Accel World: Infinite Burst (2016): Utai Shinomiya
- Ange Vierge (2016): Almaria
- Anne-Happy (2016): Kodaira
- Hitorinoshita - The Outcast (2016): Feng Shayan
- Chaos;Child (2017): Yui Tachibana
- Girls und Panzer das Finale (2017): Mary
- Love Tyrant (2017): Shikimi Shiramine
- Trinity Seven, il Film: La Biblioteca dell'Eternità e la Ragazza Alchemica (2017): Lilith Asami
- How Not to Summon a Demon Lord (2018): Alicia Crystella
- Senran Kagura Shinovi Master (2018): Yumi
- Isekai Quartet (2019): Albedo
- Scarlet Nexus (2021): Kyoka Eden
- Heaven's Design Team (2021): Ueda

### Drama CD
- When Supernatural Battles Became Commonplace (2013): Sayumi Takanashi

### Videogiochi
- The Idolmaster (2005): Takane Shijō
- Cyber Diver (2009): Psykicker
- Criminal Girls: Invite Only (2010): Tomoe Harukawa
- Akiba's Trip (2011): Sara
- Nurse Love Syndrome (2011): Yasuko Yamanouchi
- The Idolmaster 2 (2011): Takane Shijō
- The Idolmaster Cinderella Girls (2011): Takane Shijō
- Mugen Souls (2012): Dees Vanguard
- Senran Kagura: Shinovi Versus (2013): Yumi
- Mugen Souls Z (2013): Dees Vanguard
- Chaos;Child (2014): Yui Tachibana
- Corpse Party: Blood Drive (2014): Satsuki Mizuhara
- Hyperdimension Neptunia U: Action Unleashed (2014): Famitsu
- Omega Quintet (2014): Shiori
- Senran Kagura: Bon Appétit! (2014): Yumi
- Freedom Wars (2014): Aries M
- The Awakened Fate Ultimatum (2014): Ariael Agarie
- MegaTagmension Blanc + Neptune vs Zombies (2015): Famitsu
- Nurse Love Addiction (2015): Itsuki Amato
- Tales of Zestiria (2015): Muse
- Tekken 7 (2015): Kazumi Mishima
- Senran Kagura: Estival Versus (2015): Yumi
- Utawarerumono: Mask of Deception (2015): Atuy
- Valkyrie Drive: Bhikkhuni (2015): Mana Inagawa
- Utawarerumono: Mask of Truth (2016): Atuy
- Accel World Vs. Sword Art Online: Millennium Twilight (2017): Utai Shinomiya
- Drive Girls (2017): Regalith
- Fire Emblem Heroes (2017): Igrene, Norne
- Senran Kagura: Peach Beach Splash (2017): Yumi
- Azur Lane (2017): KMS Peter Strasser, Yumi
- God Wars: Future Past (2017): Aome
- Shin Megami Tensei: Strange Journey Redux (2017): Zoe
- Senran Kagura Reflexions (2017): Yumi
- Shinobi Master Senran Kagura: New Link (2017): Yumi
- Senran Kagura Burst Re:Newal (2018): Yumi
- BlazBlue: Cross Tag Battle (2018): Yumi
- Senran Kagura: Peach Ball (2018): Yumi
- Utawarerumono Zan (2018): Atuy
- Dragalia Lost (2018): Phoenix
- Code Vein (2019): Karen
- Illusion Connect (2020): Beatrice
- Kandagawa Jet Girls (2020): Yumi
- Blue Archive (2021): Akane Murokasa
- Nier Re[in]carnation (2021): Mama
- Scarlet Nexus (2021): Kyoka Eden
- Neptunia x Senran Kagura: Ninja Wars (2021): Yumi
- The Legend of Heroes: Trails through Daybreak (2021): Paulette, Naje Belka
- The Legend of Heroes: Trails through Daybreak II (2022): Paulette, Naje Belka
- Gal Guardians: Demon Purge (2023): Adult Kurona
- Unicorn Overlord (2024): Raenys
- Card-en-Ciel (2024): Adult Kurona
- Rune Factory: Guardians of Azuma (2025): Yachiyo
- Persona 5: The Phantom X (2025): Yumi Shiina